# 萎黄病
萎黄病（いおうびょう）は、フザリウム・オキシスポラム（Fusarium oxysporum）を病原菌とする病害の一種。
なお、フザリウム・オキシスポラム（Fusarium oxysporum）を病原菌とする病害には、萎黄病のほか、レタス根腐病やサラダナ根腐病、ホウレンソウ萎凋病、ニラ乾腐病などがある。

## イチゴ萎黄病
イチゴに起きる病害で糸状菌の一種Fusarium oxysporum f.sp.fragariaeが根から感染することによって起こる。発病すると新葉は黄緑色に変色、舟形に変形し、3小葉のうち1～2小葉が小さくなる。
イチゴ萎黄病は1965年（昭和40年）にオーストラリアで初めて確認された。日本では1970年（昭和45年）に岡山県など複数の県でほぼ同時期に発生した。

## アブラナ科萎黄病
アブラナ科の植物に感染するFusarium oxysporumの分化型にはいくつかの種類がある。
- Fusarium oxysporum f. sp. conglutinans（キャベツ萎黄病、コマツナ萎黄病、ハボタン萎黄病）[1][4]
- Fusarium oxysporum f. sp. raphani（ダイコン萎黄病、カブ萎黄病）[1][4]
- Fusarium oxysporum f. sp. rapae（カブ萎黄病、コマツナ萎黄病）[1][5]

### キャベツ萎黄病
発病すると下位葉から黄化し落葉する。葉の主脈を境に片側にのみ黄化が発生する傾向があり、黄化側の維管束に褐変が見られる。

### カブ萎黄病
発病すると下葉の葉脈などが黄化して生育不良となり枯死することがある。主根や維管束の褐変がみられる。

## 備考
- 北海道では萎黄性のウイルス病が発生し、ビート西部萎黄ウイルス（Beet western yellows virus）によるものとされてきたが、解析の結果からこのウィルスとは異なる2種のウィルスが関与していることが判明した[7]。その一つがビート黄葉ウイルス（beet leaf yellowing virus）で、ビート西部萎黄ウイルスとは異なりアブラナ科作物には感染しないことから別種とされ、病名もテンサイ西部萎黄病からテンサイ黄化病に変更された[7][8]。もう一つはアブラナ萎黄ウイルス（brassica yellows virus）”と同定された[7]。